# Ophrys vespertilio
Ophrys vespertilio är en orkidéart som beskrevs av Walter Rossi och Contorni. Ophrys vespertilio ingår i ofryssläktet, och familjen orkidéer.
Artens utbredningsområde är Italien. Inga underarter finns listade i Catalogue of Life.